# Петерфельд
Петерфельд (каз. Петерфельд) — село в Кызылжарском районе Северо-Казахстанской области Казахстана. Административный центр Петерфельдского сельского округа. Код КАТО — 595057100.
В 3 км к северо-востоку от села находится озеро Горькое.
Петерфельд находится в 21 километре езды от Петропавловска.

## Население
В 1999 году население села составляло 1804 человека (888 мужчин и 916 женщин). По данным переписи 2009 года, в селе проживало 1622 человека (787 мужчин и 835 женщин).

## История
Село основано в 1908 году немецкими переселенцами из колонии Рибенсдорф.

## Известные жители и уроженцы
- * Шварц, Христиан Готфридович (1912—1987) — Герой Социалистического Труда.